# Copaxa moinieri
Copaxa moinieri är en fjärilsart som beskrevs av Lemaire 1974. Copaxa moinieri ingår i släktet Copaxa och familjen påfågelsspinnare. Inga underarter finns listade i Catalogue of Life.